# 후안 빈센테 페레스
후안 빈센테 페레스(본명: 후안 비센테 페레스 모라, Juan Vicente Pérez Mora, 1909년 5월 27일 ~ 2024년 4월 2일)는 베네수엘라의 슈퍼센티네리언으로, 114세 311일의 나이로 사망할 때까지 2022년 1월 18일 스페인의 사투르니노 데 라 푸엔테 가르시아(Saturnino de la Fuente García)가 사망한 이후 세계에서 가장 나이가 많은 것으로 확인된 생존자였다. 그는 20세기 첫 10년에 태어난 것으로 확인된 마지막 생존자이며, 기무라 지로에몬, 크리스티안 모르텐센, 에밀리아노 메르카도 델 토로에 이어 네 번째로 나이가 많은 것으로 확인되었다.
사망 당시 그는 이나 카나바로 루카스에 이어 두 번째로 나이가 많은 라틴 아메리카인이었고 마리아 브라냐스 모레라, 이토오카 토미코 및 이나 카나바로 루카스에 이어 세계에서 네 번째로 나이가 많은 확인된 생존자였다.